# Naghima Esqalijeva
Naghima Esqalijeva (kazakiska: Нағима Қабылқызы Есқалиева, Naghima Qabylqyzy Esqalijeva, ryska: Нагима Хабдуловна Ескалиева, Nagima Chabdulovna Eskalijeva), född 3 februari 1954 i Fabritjnyj i Kazakstan, är en kazakisk sångerska som tilldelats orden folkets artist i Kazakiska SSR.
Esqalijeva föddes i en arbetarklass-familj och har tre systrar och en bror. Hon blev känd efter att ha deltagit i en sovjetisk sångtävling 1979 som hon vann. Efter det steg hennes berömmelse och hon kom att bli en av de mest framgångsrika sångarna i Sovjetunionen. I samband med detta flyttade hon till Moskva. Mellan år 2005 och fram till programseriens nedläggning 2007 var Esqalijeva en av jurymedlemmarna i den kazakiska versionen av Idol, SuperStar KZ. Sedan starten 2011 är hon en av coacherna i X Factor Kazakstan.